# 聊斋俚曲
聊斋俚曲，是中国山东省淄博市的地方传统音乐，为蒲松龄将自己作品配当时的俗曲时调形成的音乐体裁，被中华人民共和国国务院列入第一批国家级非物质文化遗产名录。
按蒲松龄墓碑原载为14种，其中《富贵神仙》后变《磨难曲》作为一种计算，实际上应作两种，共15种。当年路大荒在整理《聊斋俚曲集》时未收入《琴瑟乐》一种。聊斋俚曲所用的曲牌有耍孩儿、银纽丝、叠断桥、呀呀油、劈破玉、跌落金钱、倒板浆、房四娘、皂罗袍、黄莺儿等45个。